# Decision Support Systems
Die Zeitschrift Decision Support Systems (DSS) ist eine begutachtete wissenschaftliche Zeitschrift, die sich der Veröffentlichung von Forschungsergebnissen zu theoretischen und technischen Fortschritten im Bereich der Entscheidungsunterstützungssysteme widmet. Sie behandelt zentrale Themen zur Entwicklung und Anwendung von DSS, wie Grundlagen, Funktionalität, Schnittstellen, Implementierung, Auswirkungen und Bewertung. Die in DSS veröffentlichten Artikel beziehen sich oft auf verschiedene Disziplinen, darunter Entscheidungstheorie, Wirtschaftswissenschaften, Kognitionswissenschaft, mathematische Modellierung, Betriebsführung, Psychologie und weitere, um Entscheidungsprozesse zu verbessern.

## Rezeption
Decision Support Systems wurde vom Australian Council of Professors and Heads of Information Systems (ACPHIS) mit einem A*-Ranking ausgezeichnet. Die Zeitschrift ist außerdem auf der „Senior Scholars' List of Premier Journals“ der Association for Information Systems (AIS) vertreten und wird seit 2023 als führende Fachzeitschrift im Bereich der Informationssysteme anerkannt.
Laut den Journal Citation Reports hatte Decision Support Systems im Jahr 2022 einen Impact-Faktor von 6,7, während der CiteScore bei 14,7 lag.

## Chefredakteure
(Quelle: )
- Andrew N. K. Chen – The University of Kansas, Lawrence, Kansas, USA
- Victoria Y. Yoon – Virginia Commonwealth University, Richmond, Virginia, USA

## Ehemaliger Herausgeber
(Quelle: )
- James R. Marsden – University of Connecticut, Storrs, Connecticut, USA